# Charley Lion
Charles "Charley" Lion (ur. 12 kwietnia 1906 w Paryżu, zm. 19 stycznia 1997 tamże) – francuski szermierz, srebrny medalista mistrzostw świata.
Podczas mistrzostw świata w Pieszczanach w 1938 roku Francuzi w składzie: René Bougnol, Jéhan de Buhan, Jean Coutte, Édward Gardère i Charley Lion zdobyli srebrny medal we florecie drużynowym. Był to jego jedyny medal w zawodach tego cyklu.
Nigdy nie wziął udziału w igrzyskach olimpijskich. 
Był też sędzią międzynarodowym. Był między innymi członkiem jury w zawodach floretowych na igrzyskach olimpijskich w Londynie w 1948 roku.